# آرييل حلواني
آرييل حلواني) (10 اكتوبر 1982) صحفي كندي يغطي فنون القتال المختلطة.

## النشأة والتعليم
ولد حلواني لأبوين يهوديين شرقيين في مونتريال بكبيك في كندا. والدة حلواني من لبنان ووالده ولد في مصر لكنه من أصل سوري. إنه ابن شقيق ديفيد سعد، لاعب الجودو الذي شارك في منافسات الوزن الخفيف للرجال في دورة الألعاب الأولمبية الصيفية لعام 1976، وجاد سعد، عالم النفس التطوري. يجيد حلواني اللغة الإنجليزية والفرنسية والعبرية، ويفهم الإسبانية والعربية.
نشأ حلواني في مونت رويال وكبيك وويسماونت (إحدى ضواحي مونتريال)، والتحق بمدرسة أكيفا ومدرسة هرتسليا الثانوية. في عام 2004، تخرج من كلية صموئيل إيرفينغ نيوهاوس للاتصالات العامة بجامعة سيراكيوز في سيراكيوز بنيويورك.

## المسيرة المهنية
غطى حلواني فنون القتال المختلطة بشكل احترافي منذ عام 2006. كما عمل في موقع أم أم أيه فايتينغ قبل انضمامه إلى إي إس بي إن في مايو 2018. لقد عمل سابقًا كـ«إم إم إيه إنسايدر» في برنامج يو إف سي تونايت الأسبوعي لبرنامج فوكس سبورتس 1 وبرامج أخرى قبل الحدث وبعده. وهو المضيف المُشتَرك السابق لبرنامج سيريوس إكس إم الإذاعي فايت كلوب، وكان مقدمًا سابقًا لبودكاست ذا إم إم إيه هور وعرض إم إم إيه بِيت على يوتيوب. إنه نائب رئيس مؤقت لجمعية صحفيي فنون القتال المختلطة.
يستضيف حلواني حاليًا في إي إس بي إن، عرضًا بعنوان «آرييل آند ذا باد غاي» مع شيل سونين، ويواصل البودكاست الخاص به، لأخبار عن فنون القتال المختلطة لجميع منصات إي إس بي إن.

### جدل يو إف سي 199 / حظر يو إف سي مدى الحياة
في 4 يونيو 2016، تم اصطحاب حلواني واثنين من زملائه إلى خارج يو إف سي 199 قبل الحدث الرئيسي. لقد قال إن أوراق اعتمادهم الصحفية تم أخذها وتم منعهم مدى الحياة من جميع أحداث يو إف سي. لقد أبلغ في وقت سابق عن عودة بروك ليسنر في يو إف سي 200، قبل ساعات من إعلان يو إف سي عن ذلك في البث، دون إخطار يو إف سي أولًا. قال المتحدث باسم يو إف سي ديف شولر إن مثل هذه التقارير كانت ضد الممارسات المعتادة. وفقًا لمعلق يو إف سي جو روغان، طُلب من حلواني عدم الإبلاغ عن هذا الخبر، حيث اشتبهت الإدارة في أن الخلد قد سربه إليه، ودون معرفة من هو، فسيتعين عليه بعد ذلك طرد جميع المشتبه فيهم. ومن خلال تويتر، وصف حلواني قصة روغان بأنها «غير دقيقة بنسبة 100%».
كان رئيس يو إف سي دانا وايت مستاءً مما حصل. كما أعلن أن الحظر سيستمر «ما دمتُ هنا». في وقت لاحق، أضاف أنه «يمكنه تغطية جميع الأحداث التي يريدها، لكن لا يمكنه الحصول على أوراق اعتماد».
في حلقة 6 يونيو من ذا إم إم إيه هور، وصف حلواني الحادث في بث عاطفي. لقد قال إنه أُحضر لمقابلة دانا وايت، الذي أخبره أنه ممنوع لكونه «سلبيًا للغاية». كما أنه علم فيما بعد أن هذه المكالمة تمت من قبل لورينزو فيرتيتا. لقد تمسك بقراره بنقل الأخبار في الوقت المناسب، وقال إنه سيواصل العمل كصحفي لفنون القتال المختلطة.
تعاطف العديد من مقاتلي يو إف سي البارزين مع حلواني. كتب بطل الوزن خفيف الثقيل جون جونز على تويتر «هذا مؤسف». كما أعرب صديق حلواني المقرب دانيال كورميي عن نفس المشاعر. قال البطل السابق للوزن المتوسط كريس ويدمان على تويتر: «هذه الرياضة تحتاج إلى ماعز [مصطلح عامي لعبارة» أفضل ما في كل العصور«] تقارير فنون القتال المختلطة».

في وقت لاحق في 6 يونيو، ألغت يو إف سي الحظر، وقالت في بيان لها 

### حظر فلويد مايويذر ضد كونور ماكغريغور
زعم حلواني أنه تمت إزالته من فريق بث برنامج شوتايم في جولة فلويد مايويذر ضد كونور ماكغريغور الصحفية قبل ساعات من المؤتمر الصحفي الأول في لوس أنجلوس. كتب حلواني على تويتر «لم أعد اعمل مع @SHOsports بعد الآن في جولة مايو / ماك،» «لقد طلبت يو إف سي على وجه التحديد إزالتي. محبط بشكل لا يصدق».

### إي إس بي إن
انضم حلواني إلى إي إس بي إن، شريك البث الرسمي ليو إف سي، بعد فترة وجيزة من إعلان إي إس بي إن عن حزمة حقوق بقيمة 1.5 مليار دولار لمدة 5 سنوات مع يو إف سي. حيث استضاف عرض فنون القتال المختلطة لآرييل حلواني على تويتر ويوتيوب، و«آرييل وذا باد غاي» على إي إس بي إن + و بودكاست دي سي وحلواني. كما ساهم في عمليات بث إي إس بي إن العرضية لإن بي أي.
في يونيو 2021، أعلن حلواني مغادرته من إي إس بي إن بعد فشله في الوصول إلى شروط عقد جديد.

### عودة ذا إم إم إيه هور
في يونيو 2021، أعلن حلواني عودته إلى موقع إم إم إيه فايتينغ وفوكس ميديا كمضيف لذا إم إم إيه هور وكذلك كمضيف لإم إم إيه فايتينغ على إس بي نايشان. بالإضافة إلى انضمامه إلى بي تي سبورت وذا رينغر.

## الأوسمة والجوائز
حصل حلواني على لقب «صحفي العام للفنون القتالية المختلطة» في 2010 و2011 و2012 و2013 و2014 و2015 و2016 و2017 و2018 و2019 من جوائز فنون القتال المختلطة العالمية.
في عام 2011، أطلقت عليه مجلة فايت! عليه المجلة لقب «قوة 20»، وهي قائمة تضم «أهم لاعبي القوة، والمحركين، والهزازات، والسفراء، ومبدعي اللعبة في فنون القتال المختلطة»، ووصفته بأنه «هوارد كوسيل فنون القتال المختلطة».
في بداية عام 2015، فاز حلواني بجائزة «صحفي العام 2014» في جوائز الصحوة WMMA.
لقد استضاف حدثين منفصلين لجوائز أنف حلواني في شيكاغو ولاس فيجاس، حيث يشارك مقاتلو فنون القتال المختلطة الحاليون والسابقون في عرض يو إف سي التوافقي لحزام نوز وورلد أوردر.
فشل حلواني أيضًا بشكل ملحوظ في احترام اتفاق مع أليستير أوفيرم يمنحه بموجبه جهاز آيباد.

## روابط خارجية
- MMAFighting.com
- عرض الفنون القتالية المختلطة لآرييل حلواني